# Stanislav Stanojevic
Stanislav Stanojevic, né le 27 décembre 1938 à Belgrade, est un réalisateur, scénariste et acteur français de cinéma d'origine serbe yougoslave vivant à Paris depuis 1966. Il est également écrivain et plasticien.

## Publications
Stanislav Stanojevic est aussi l’auteur de plusieurs livres, faisant naitre un lien entre les images et les paroles.

## Filmographie

### Réalisateur
- 1971 : Le Journal d'un suicidé
- 1979 : Subversion
- 1984 : Illustres Inconnus
- 2007 : Mauve, le tigre !

### Scénariste
- 1971 : Le Journal d'un suicidé

### Acteur
- 1971 : Le Journal d'un suicidé

## Citations
- "Pour faire du cinéma, il faut être fou ou riche... la meilleure solution c'est d'être fou ET riche !..."
- "Trois ans après avoir débarqué à la Gare de Lyon, j'ai eu la chance et le bonheur de constater, papiers officiels me concernant à l'appui, que le CNC n'était pas une simple excroissance d'un ministère kafkaïen mais un atout dans un jeu conçu pour en faire profiter tout le monde - les artistes, l'industrie et surtout, le public."
- "Le Journal d'un suicidé est sans aucun doute un des meilleurs scénarios que j'ai lus." (François Truffaut, 1971).